# Communauté d’agglomération du Grand Cognac
Die Communauté d’agglomération du Grand Cognac ist ein französischer Gemeindeverband mit der Rechtsform einer Communauté d’agglomération im Département Charente in der Region Nouvelle-Aquitaine. Sie wurde am 8. Dezember 2016 gegründet und umfasst 54 Gemeinden (Stand: 1. Januar 2024). Der Verwaltungssitz befindet sich in der Stadt Cognac.

## Historische Entwicklung
Der Gemeindeverband entstand mit Wirkung vom 1. Januar 2017 durch die Fusion der Vorgängerorganisationen
- Communauté de communes Grand Cognac,
- Communauté de communes de Grande Champagne,
- Communauté de communes de Jarnac und
- Communauté de communes de la Région de Châteauneuf

unter gleichzeitiger Bildung der Commune nouvelle Bellevigne.
Zum 1. Januar 2019 bildeten die ehemaligen Gemeinden Gondeville und Mainxe die Commune nouvelle Mainxe-Gondeville. Dadurch verringerte sich die Anzahl der Mitgliedsgemeinden auf 57.
Zum 1. Januar 2021 bildeten die ehemaligen Gemeinden Mosnac und Saint-Simeux die Commune nouvelle Mosnac-Saint-Simeux. Dadurch verringerte sich die Anzahl der Mitgliedsgemeinden auf 56.
Zum 1. Januar 2022 bildeten die ehemaligen Gemeinden Ambleville und Lignières-Sonneville die Commune nouvelle Lignières-Ambleville. Dadurch verringerte sich die Anzahl der Mitgliedsgemeinden auf 55.
Zum 1. Januar 2024 bildeten die ehemaligen Gemeinden Cherves-Richemont und Saint-Sulpice-de-Cognac die Commune nouvelle Val-de-Cognac. Dadurch verringerte sich die Anzahl der Mitgliedsgemeinden auf 54.

## Mitgliedsgemeinden
| Gemeinde                                   | Einwohner 1. Januar 2022 | Fläche km² | Dichte Einw./km² | Code INSEE | Postleitzahl |
| ------------------------------------------ | ------------------------ | ---------- | ---------------- | ---------- | ------------ |
| Angeac-Champagne                           | 496                      | 14,27      | 35               | 16012      | 16130        |
| Angeac-Charente                            | 296                      | 10,81      | 27               | 16013      | 16120        |
| Ars                                        | 689                      | 11,40      | 60               | 16018      | 16130        |
| Bassac                                     | 522                      | 7,62       | 69               | 16032      | 16120        |
| Bellevigne                                 | 1.274                    | 43,77      | 29               | 16204      | 16120        |
| Birac                                      | 368                      | 11,84      | 31               | 16045      | 16120        |
| Bonneuil                                   | 248                      | 13,58      | 18               | 16050      | 16120        |
| Bourg-Charente                             | 885                      | 12,02      | 74               | 16056      | 16200        |
| Bouteville                                 | 330                      | 12,07      | 27               | 16057      | 16120        |
| Boutiers-Saint-Trojan                      | 1.393                    | 7,13       | 195              | 16058      | 16100        |
| Bréville                                   | 440                      | 15,39      | 29               | 16060      | 16370        |
| Champmillon                                | 525                      | 9,51       | 55               | 16077      | 16290        |
| Chassors                                   | 1.103                    | 13,21      | 83               | 16088      | 16200        |
| Châteaubernard                             | 3.793                    | 13,31      | 285              | 16089      | 16100        |
| Châteauneuf-sur-Charente                   | 3.562                    | 24,02      | 148              | 16090      | 16120        |
| Cognac                                     | 18.466                   | 15,50      | 1.191            | 16102      | 16100        |
| Criteuil-la-Magdeleine                     | 403                      | 15,19      | 27               | 16116      | 16300        |
| Fleurac                                    | 220                      | 2,17       | 101              | 16139      | 16200        |
| Foussignac                                 | 656                      | 15,14      | 43               | 16145      | 16200        |
| Gensac-la-Pallue                           | 1.614                    | 19,23      | 84               | 16150      | 16130        |
| Genté                                      | 929                      | 11,59      | 80               | 16151      | 16130        |
| Gimeux                                     | 727                      | 7,40       | 98               | 16152      | 16130        |
| Graves-Saint-Amant                         | 328                      | 8,99       | 36               | 16297      | 16120        |
| Hiersac                                    | 1.150                    | 7,36       | 156              | 16163      | 16290        |
| Houlette                                   | 395                      | 7,15       | 55               | 16165      | 16200        |
| Jarnac                                     | 4.478                    | 11,99      | 373              | 16167      | 16200        |
| Javrezac                                   | 581                      | 3,66       | 159              | 16169      | 16100        |
| Juillac-le-Coq                             | 655                      | 14,54      | 45               | 16171      | 16130        |
| Julienne                                   | 540                      | 6,30       | 86               | 16174      | 16200        |
| Les Métairies                              | 714                      | 5,18       | 138              | 16220      | 16200        |
| Lignières-Ambleville                       | 704                      | 21,45      | 33               | 16186      | 16130        |
| Louzac-Saint-André                         | 964                      | 10,04      | 96               | 16193      | 16100        |
| Mainxe-Gondeville                          | 1.184                    | 15,56      | 76               | 16153      | 16200        |
| Mérignac                                   | 812                      | 18,51      | 44               | 16216      | 16200        |
| Merpins                                    | 1.082                    | 10,46      | 103              | 16217      | 16100        |
| Mesnac                                     | 408                      | 6,51       | 63               | 16218      | 16370        |
| Mosnac-Saint-Simeux                        | 967                      | 15,73      | 61               | 16233      | 16120        |
| Moulidars                                  | 664                      | 17,17      | 39               | 16234      | 16290        |
| Nercillac                                  | 1.036                    | 16,35      | 63               | 16243      | 16200        |
| Réparsac                                   | 617                      | 11,06      | 56               | 16277      | 16200        |
| Saint-Brice                                | 969                      | 9,30       | 104              | 16304      | 16100        |
| Saint-Fort-sur-le-Né                       | 380                      | 6,80       | 56               | 16316      | 16130        |
| Saint-Laurent-de-Cognac                    | 832                      | 10,87      | 77               | 16330      | 16100        |
| Saint-Même-les-Carrières                   | 1.029                    | 15,14      | 68               | 16340      | 16720        |
| Saint-Preuil                               | 302                      | 12,39      | 24               | 16343      | 16130        |
| Saint-Simon                                | 229                      | 3,77       | 61               | 16352      | 16120        |
| Sainte-Sévère                              | 509                      | 18,31      | 28               | 16349      | 16200        |
| Salles-d’Angles                            | 1.007                    | 21,80      | 46               | 16359      | 16130        |
| Segonzac                                   | 2.093                    | 35,19      | 59               | 16366      | 16130        |
| Sigogne                                    | 965                      | 22,16      | 44               | 16369      | 16200        |
| Triac-Lautrait                             | 462                      | 6,40       | 72               | 16387      | 16200        |
| Val-de-Cognac                              | 3.455                    | 61,76      | 56               | 16097      | 16370        |
| Verrières                                  | 321                      | 13,37      | 24               | 16399      | 16130        |
| Vibrac                                     | 294                      | 2,82       | 104              | 16402      | 16120        |
| Communauté d’agglomération du Grand Cognac | 69.065                   | 754,26     | 92               | –          | –            |